# Алексеевский (Малобобровское сельское поселение)
Алексе́евский — посёлок в Дмитровском районе Орловской области. Входит в состав Малобобровского сельского поселения.

## География
Расположен в 13 км к юго-востоку от Дмитровска на северной окраине урочища «Моголь—Верховье Буковица».

## История
В 1926 году в посёлке было 8 хозяйств крестьянского типа, проживало 56 человек (31 мужского пола и 25 женского). В то время Алексеевский входил в состав Малобобровского сельсовета Круглинской волости Дмитровского уезда. С 1928 года в составе Дмитровского района. В 1937 году в посёлке было 15 дворов. 
Во время Великой Отечественной войны, с октября 1941 года по июль 1943 года, находился в зоне немецко-фашистской оккупации. Бои за освобождение посёлка вели: 354-я стрелковая дивизия (2 марта 1943 года), 120-й стрелковый полк 69-й стрелковой дивизии (24 марта), 415-й отдельный сапёрный батальон (10—14 июля), 908-й стрелковый полк (11—20 июля), 914-й стрелковый полк (22 июля) 246-й стрелковой дивизии. 
По данным 1945 года в Алексеевском действовал колхоз «Гордый». В 1980-е годы в посёлке находился скотный двор.

## Население
| 1926 | 1979 | 2002 | 2010 |
| ---- | ---- | ---- | ---- |
| 56   | ↘25  | ↘9   | ↘1   |